# ボルゼル
ボルゼル (ウクライナ語: Во́рзель) は、ウクライナ中北部キーウ州の都市型集落である。かつてはホストメルとコチュビンスケと共にイルピン市議会の下位に置かれていたが、2020年7月のウクライナ最高議会の立法による地方自治体の行政区画改革によって、ブチャ地区、そしてその下位のブチャ・フロマーダに属することが制定された。人口は2021年推計は6,766人。
スクリプチャー・ユニオンの国際ユースキャンプが存在する。

## ギャラリー

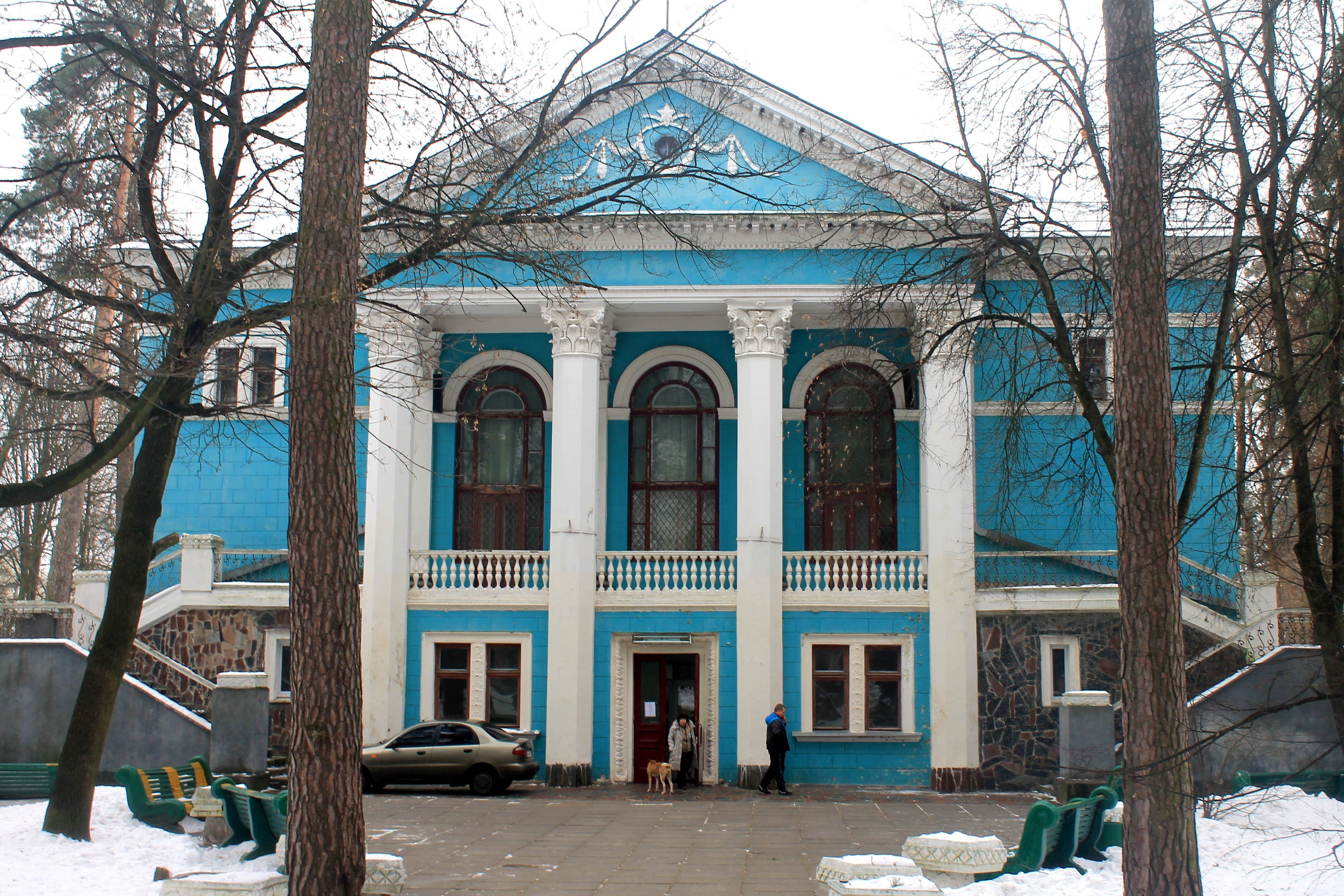
サナトリウム「ウクライナ」
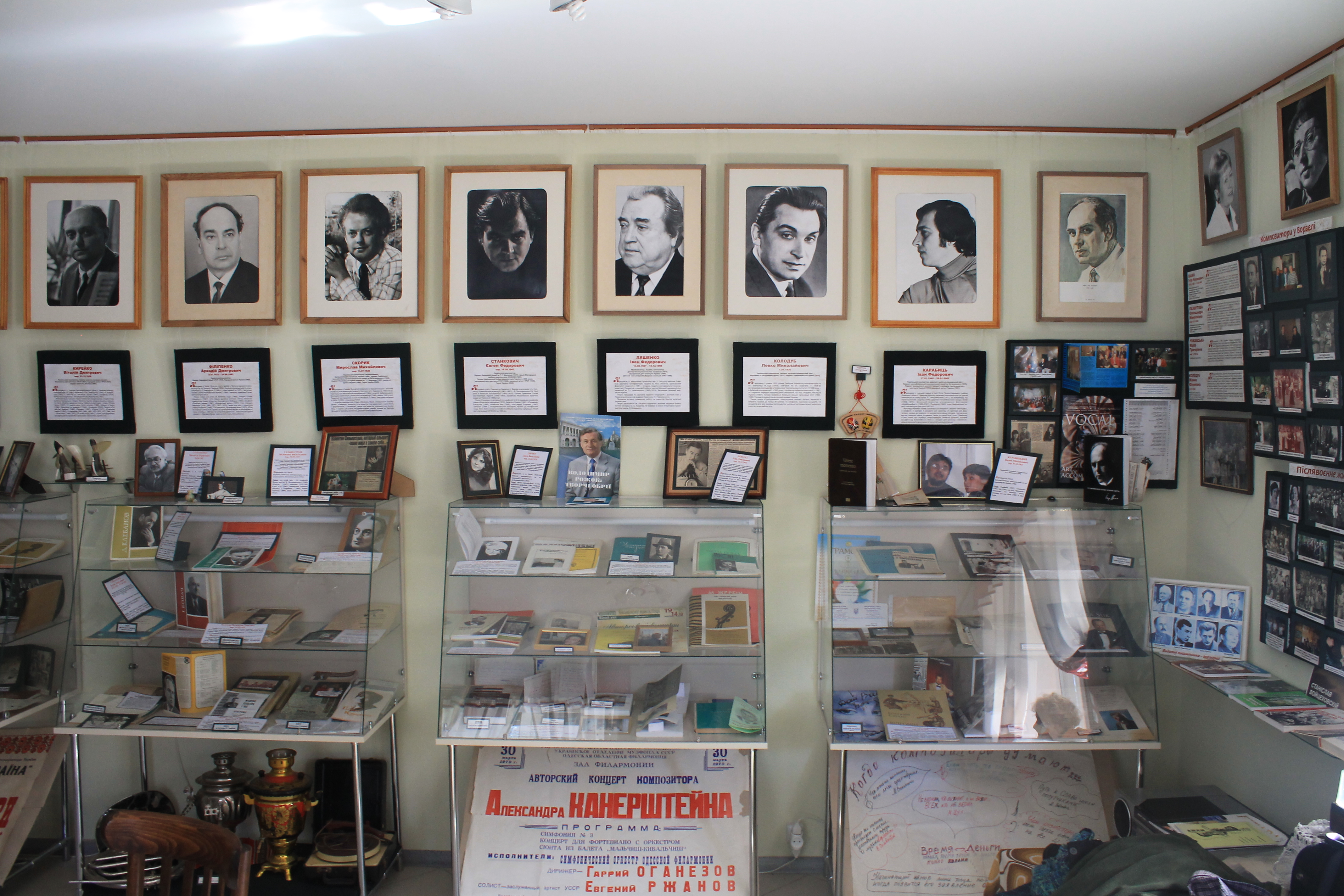
音楽文化博物館
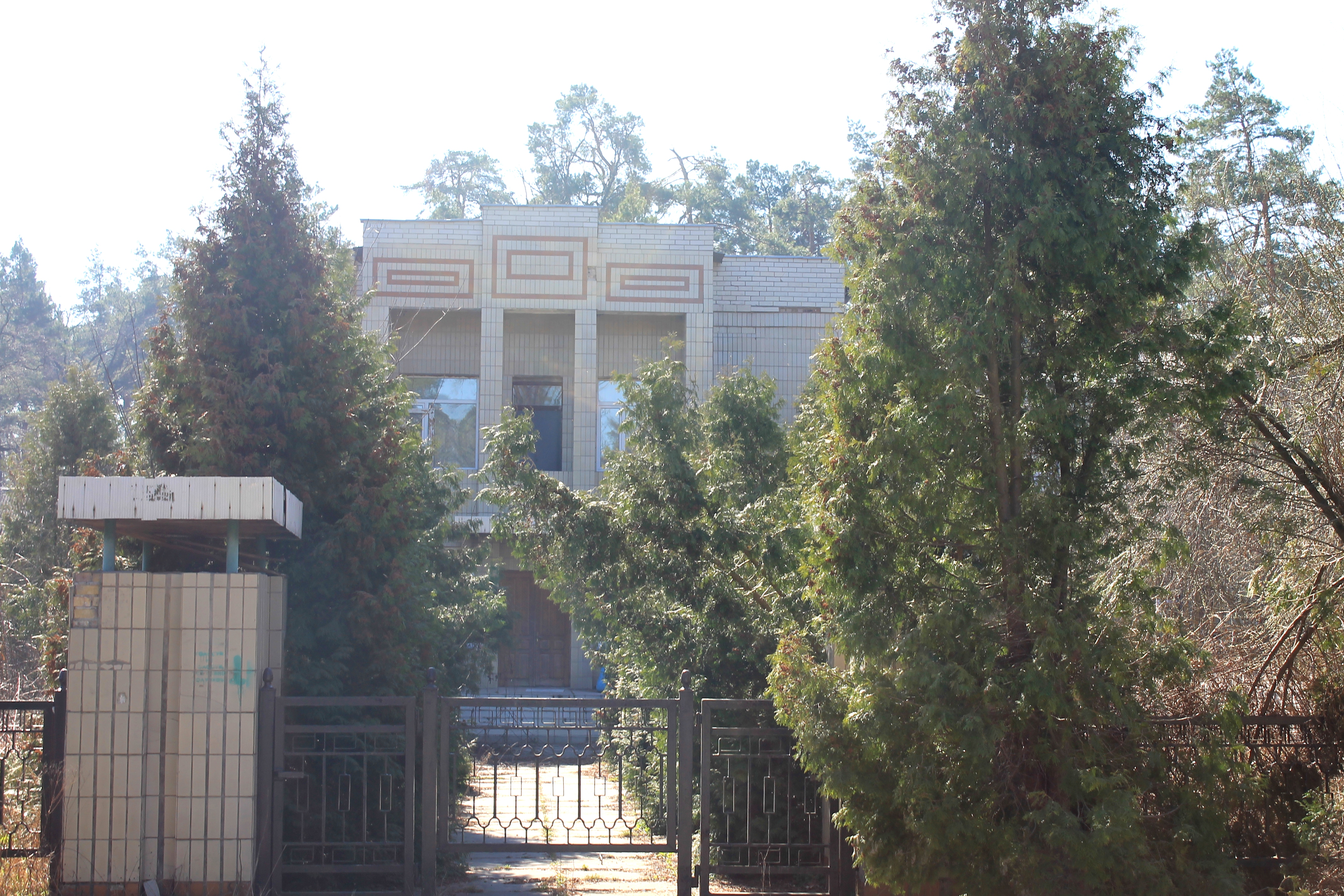
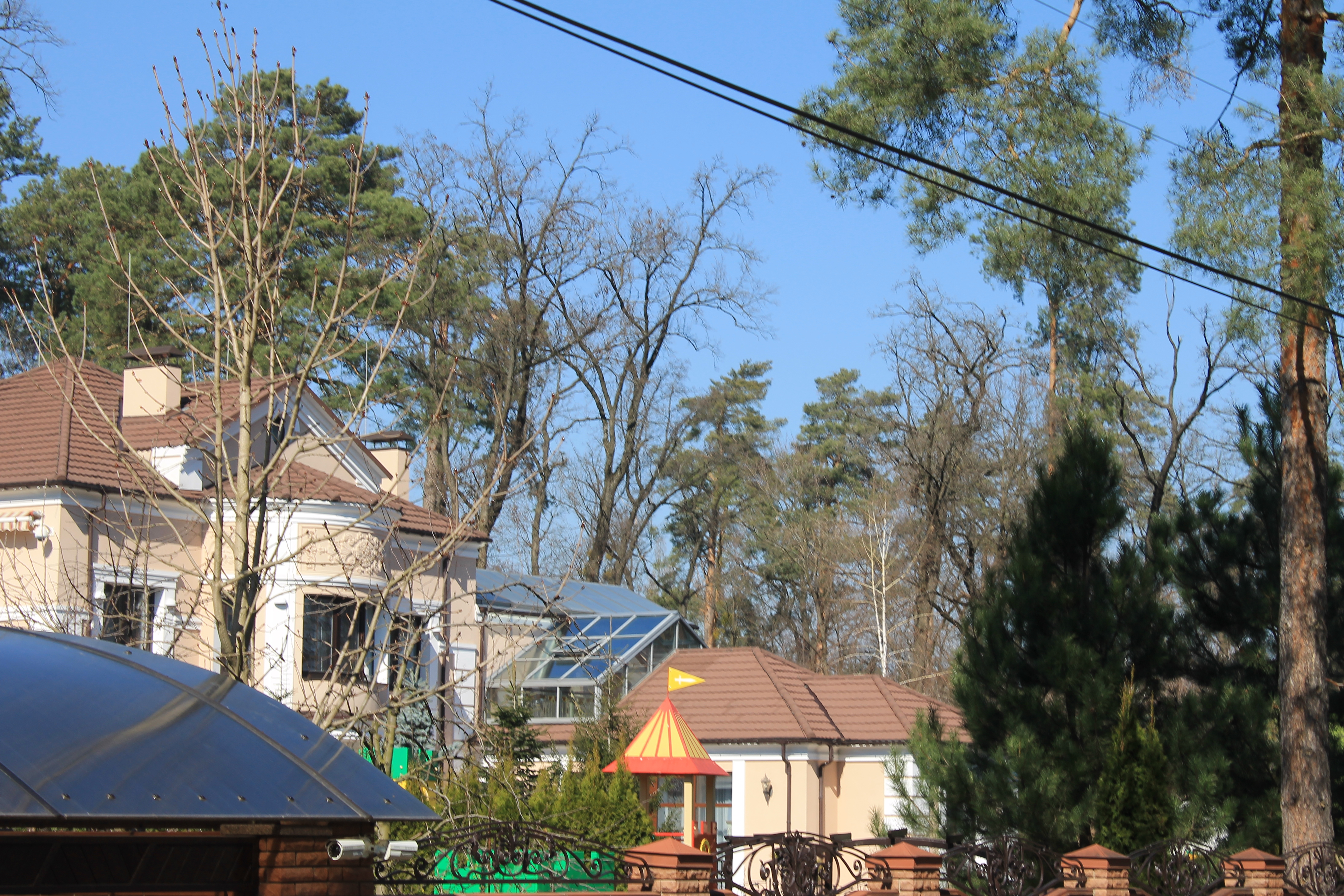
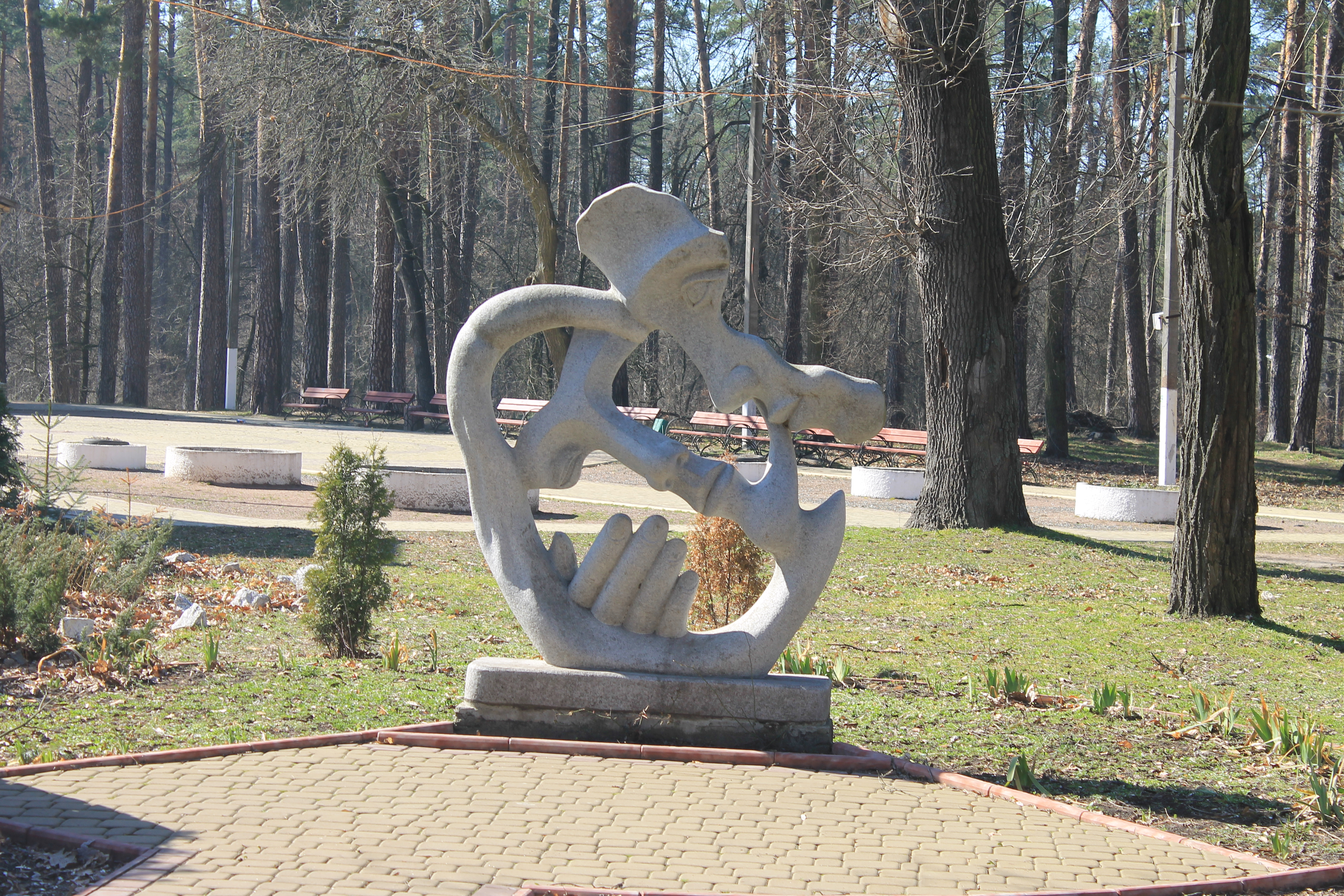
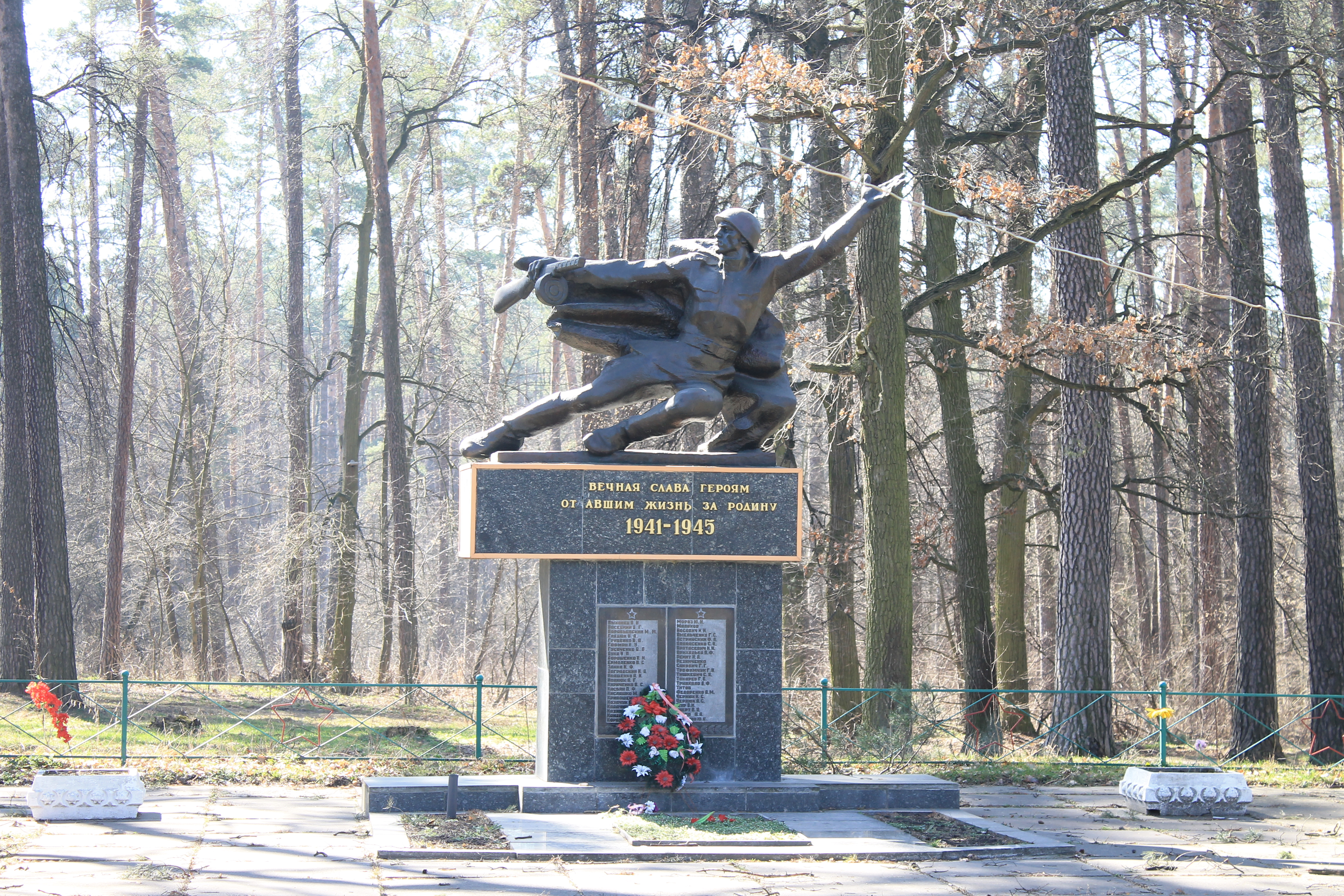
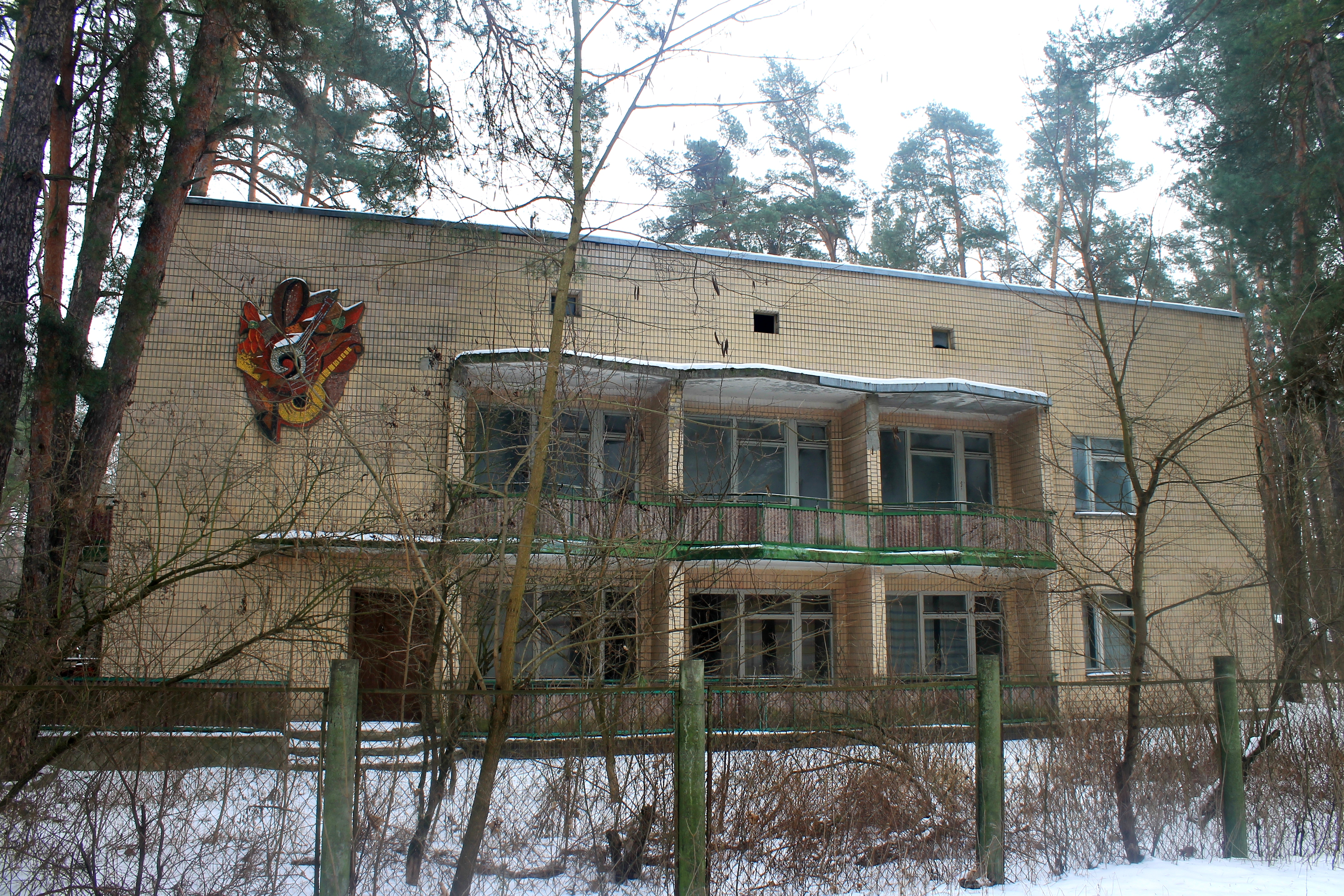
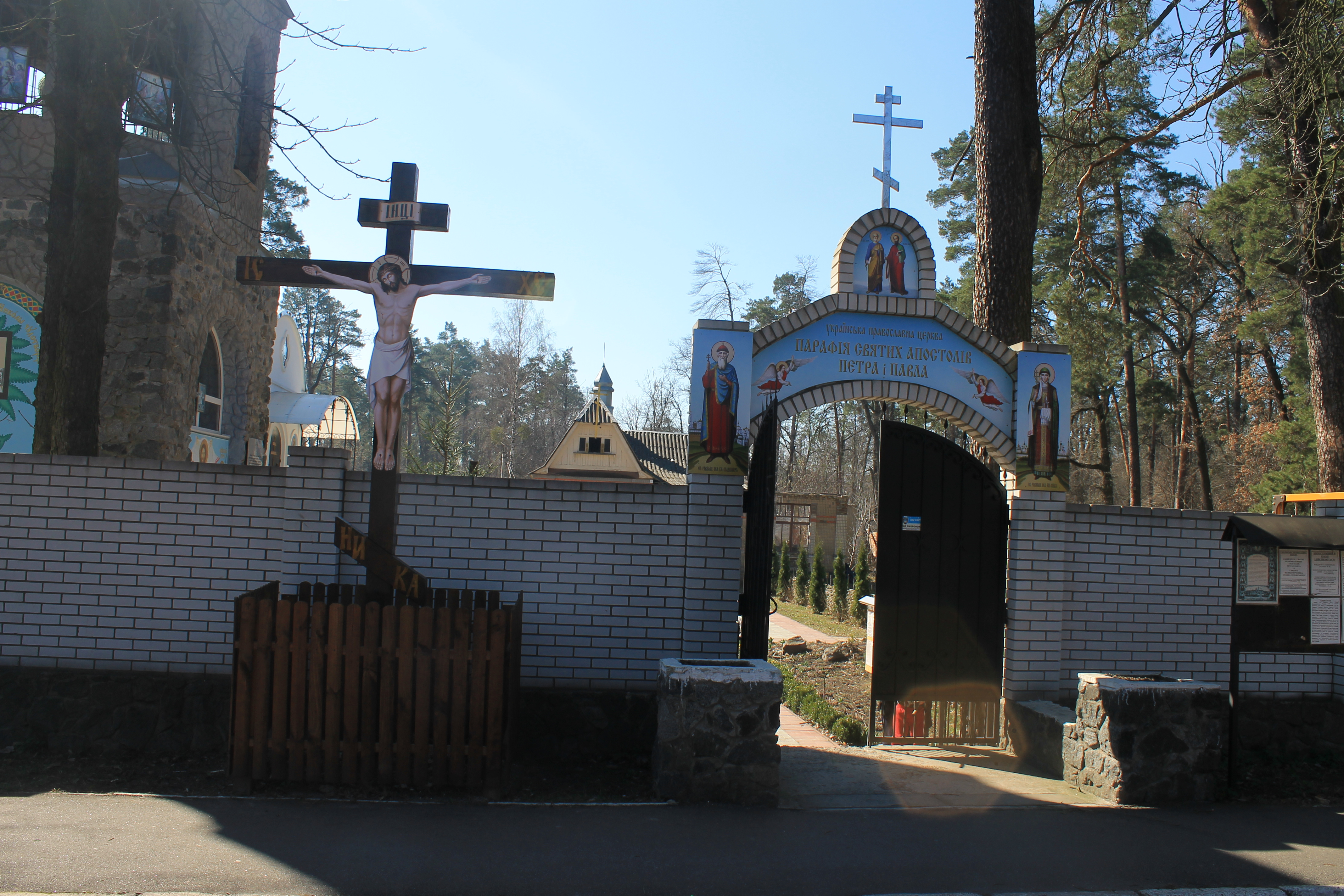